# Kelme (equipa ciclista)
Fabio Parra na Volta a Espanha de 1989
Kelme foi uma equipa ciclista espanhola fundada em 1980 como herdeiro da desaparecida Transmallorca-Flavia-Gios. Estava patrocinado pela empresa desportiva Kelme até que em 2004 a Generalidade Valenciana assumiu a dívida do mesmo e se fez cargo da equipa até ao seu desaparecimento ao final de 2006.
Pese a que a sua estrutura estava baseada em Espanha, teve muita relação com Colômbia, incorporando a muitos ciclistas de dita nacionalidade e figurando em duas ocasiões a sua licença como equipa colombiana.

## História
O director da equipa na sua última época foi o ex corredor Vicente Belda, e o director anexo José Ignacio Labarta. Pelas fileiras desta equipa têm passado corredores como Laudelino Cubino, Álvaro Pino, Fabio Parra, Fernando Escartín, Roberto Heras, Aitor González, Alejandro Valverde, Enrique Martínez Heredia, Pepe Recio ou Óscar Sevilla.
Anteriormente foi dirigido por Rafa Carrasco e Álvaro Pino.
Em 2006 a equipa desaparece depois de ver-se implicados vários dos seus altos cargos, bem como grande parte de seu elenco na chamada Operação Puerto. Os ciclistas do Comunidade Valenciana dirigido por Vicente Belda ofereceram o seu ADN para demonstrar a sua inocência doando dito material genético com o das carteiras sanguíneas apreendidas pela Policia civil, facto que finalmente nunca ocorreu. O relatório do instituto armado detalhava que vários ciclistas da formação tinham recorrido a extracções e reposições sanguíneas em temporadas anteriores segundo a documentação intervinda, ainda que no momento dos registos não ficavam carteiras pertencentes a eles. A documentação intervinda nos registos detalhava assim mesmo a administração de diversas substâncias dopantes.
Parte do seu elenco e da sua estrutura directiva foi assumida em 2007 pela nova equipa Fuerteventura-Canárias, equipa que é considerado seu sucessor no pelotão internacional.

## Corredor melhor classificado nas Grandes Voltas
| Ano  | Giro d'Italia              | Tour de France               | Volta a Espanha                   |
| ---- | -------------------------- | ---------------------------- | --------------------------------- |
| 1976 | -                          | -                            | 19.º Enrique Cima                 |
| 1977 | -                          | -                            | 12.º José Manuel García Rodríguez |
| 1978 | -                          | -                            | 21.º Vicente Belda                |
| 1979 | -                          | -                            | 7.º Pedro Torres Cruces           |
| 1980 | -                          | 20.º Vicente Belda           | 2.º Pedro Torres Cruces           |
| 1981 | -                          | 38.º Vicente Belda           | 3.º Vicente Belda                 |
| 1982 | 37.º Juan Fernández Martín | -                            | 8.º Jaime Vilamajó                |
| 1983 | -                          | -                            | 9.º Vicente Belda                 |
| 1984 | -                          | -                            | 8.º Vicente Belda                 |
| 1985 | -                          | -                            | 18.º Vicente Belda                |
| 1986 | -                          | -                            | 17.º Carlos Emiro Gutiérrez       |
| 1987 | -                          | -                            | 6.º Vicente Belda                 |
| 1988 | -                          | 3.º Fabio Parra              | 5.º Fabio Parra                   |
| 1989 | -                          | Abandono                     | 2.º Fabio Parra                   |
| 1990 | -                          | 13.º Fabio Parra             | 5.º Fabio Parra                   |
| 1991 | -                          | -                            | 10.º Oliverio Rincón              |
| 1992 | -                          | -                            | 17.º Hernán Buenahora             |
| 1993 | 37.º Néstor Mora           | -                            | 13.º Hernán Buenahora             |
| 1994 | 33.º Federico Muñoz        | 18.º Hernán Buenahora        | 15.º Ignacio García Camacho       |
| 1995 | 18.º Hernán Buenahora      | 10.º Hernán Buenahora        | 11.º Marcos Serrano               |
| 1996 | 11.º Hernán Buenahora      | 8.º Fernando Escartín        | 10.º Fernando Escartín            |
| 1997 | 8.º Marcos Serrano         | 5.º Fernando Escartín        | 2.º Fernando Escartín             |
| 1998 | 12.º José Jaime González   | Abandono                     | 2.º Fernando Escartín             |
| 1999 | 5.º Roberto Heras          | 3.º Fernando Escartín        | 3.º Roberto Heras                 |
| 2000 | 8.º José Luis Rubiera      | 5.º Roberto Heras            | 1.º Roberto Heras                 |
| 2001 | 31.º Francisco León Mane   | 7.º Óscar Sevilla            | 2.º Óscar Sevilla                 |
| 2002 | 6.º Aitor González         | 4.º Santiago Botero          | 1.º Aitor González                |
| 2003 | 18.º Adolfo García Quesada | 27.º Javier Pascual Llorente | 3.º Alejandro Valverde            |
| 2004 | -                          | -                            | 4.º Alejandro Valverde            |
| 2005 | -                          | -                            | 4.º Carlos García Quesada         |
| 2006 | -                          | -                            | -                                 |
| 2007 | -                          | -                            | -                                 |

## Equipa filial
Seu antigo filial sub-23, a Comunidade Valenciana-CCN, recolheu a testemunha do patrocinador e continua atualmente em activo baixo o nome Guerola-Valência Terra i Mar (anteriormente Garcamps-Comunidade Valenciana).

## Classificações UCI
Até 1998, as equipas ciclistas foram classificados pela UCI numa única divisão. Em 1999 a classificação UCI por equipas foi dividida em GSI, GSII e GSIII. A equipa Kelme foi classificado em GSII durante este período. As classificações aqui detalhadas são da equipa a fim da temporada. Os corredores encontram-se numa única classificação.
| Temporada | Classificação por equipas | Melhor corredor da classificação individual |
| --------- | ------------------------- | ------------------------------------------- |
| 1995      | 23.º                      | Laudelino Cubino (105.º)                    |
| 1996      | 20.º                      | Fernando Escartín (51.º)                    |
| 1997      | 13.º                      | Fernando Escartín (12.º)                    |
| 1998      | 16.º                      | Fernando Escartín (14.º)                    |
| 1999      | 18.º                      | Roberto Heras (10.º)                        |
| 2000      | 5.º                       | Roberto Heras (5.º)                         |
| 2001      | 14.º                      | Óscar Sevilla (8.º)                         |
| 2002      | 13.º                      | Aitor González (7.º)                        |
| 2003      | 22.º                      | Alejandro Valverde (7.º)                    |
| 2004      | 1.º (GSII)                | Alejandro Valverde (5.º)                    |

Em 2005, a equipa não faz parte de vinte equipas participantes no ProTour e foi classificado para o UCI Europe Tour sendo equipa continental profissional.
| Temporada | Classificação por equipas | Melhor corredor da classificação individual |
| --------- | ------------------------- | ------------------------------------------- |
| 2005      | 3.º                       | Rubén Plaza (14.º)                          |
| 2006      | 10.º                      | Rubén Plaza (25.º)                          |

## Palmarés destacado
- Tour de France
  - 1988: 2 etapas ⇒ Fabio Parra, Juan Martínez Oliver
  - 1994: 1 etapa ⇒ Francisco Cabello
  - 1996: 1 etapa ⇒ "Chepe" González
  - 1999: 1 etapa ⇒ Fernando Escartín
  - 2000: 2 etapas ⇒ Javier Otxoa, Santiago Botero

Classificação montanha  Santiago Botero
- - 2001: 1 etapa ⇒ Félix Cárdenas

Melhor jovem  Óscar Sevilla
- - 2002: 2 etapas ⇒ Santiago Botero

- Giro d'Italia
  - 1982: 1 etapa ⇒ Vicente Belda
  - 1994: 1 etapa ⇒ Laudelino Cubino
  - 1995: 1 etapa ⇒ Laudelino Cubino
  - 1996: 1 etapa ⇒ Ángel Edo
  - 1997: 2 etapas ⇒ "Chechu" Rubiera

Classificação montanha  "Chepe" González
- - 1998: 1 etapa ⇒ Ángel Edo
  - 1999: 2 etapas ⇒ Roberto Heras, "Chepe" González

Classificação montanha  "Chepe" González
- - 2000: 1 etapa ⇒ "Chechu" Rubiera
  - 2002: 2 etapas ⇒ Aitor González

- Volta a Espanha
  - 1981: 5 etapas ⇒ Celestino Prieto, Juan Fernández Martín, Imanol Murga, Jesús Suárez, Vicente Belda
  - 1982: 3 etapas ⇒ Enrique Martínez, José Recio, Juan Fernández Martín
  - 1984: 1 etapa ⇒ José Recio
  - 1985: 2 etapas ⇒ José Recio
  - 1986: 1 etapa ⇒ José Recio
  - 1987: 1 etapa ⇒ Carlos Emiro Gutiérrez
  - 1988: 4 etapas ⇒ Iñaki Gastón (2), Fabio Parra, Juan Fernández Martín
  - 1990: 2 etapas ⇒ Néstor Mora, Martín Farfán

Classificação montanha  Martín Farfán
- - 1991: 1 etapa ⇒ Antonio Miguel Díaz
  - 1992: 1 etapa ⇒ Julio César Cadena
  - 1994: 1 etapa ⇒ Ángel Yesid Camargo
  - 1997: 1 etapa ⇒ Roberto Heras
  - 1998: 1 etapa ⇒ Roberto Heras
  - 2000: General  ⇒ Roberto Heras, mais 3 etapas Roberto Heras (2), Félix Cárdenas

Classificação por pontos  Roberto Heras
- - 2001: 2 etapas ⇒ Santiago Botero
  - 2002: General  ⇒ Aitor González, mais 4 etapas Aitor González (3), Santiago Botero
  - 2003: 2 etapas ⇒ Alejandro Valverde

Classificação da combinada Alejandro Valverde
- - 2004: 4 etapas ⇒ Alejandro Valverde, Eladio Jiménez, José Cayetano Juliá, Javier Pascual Rodríguez
  - 2005: 3 etapas ⇒ Eladio Jiménez, Carlos García Quesada, Rubén Plaza

## Prêmios, reconhecimentos e distinções
- Melhor Clube Profissional de 1998, 2000 e 2001 nos Prêmios Desportivos Provinciais da Deputação de Alicante[3]

## Ciclistas destacados
Para anos anteriores, veja-se Modelos do Kelme
| - Vicente Belda (1980-1988) - Juan Fernández Martín (1981-1982) - José Recio (1982-1989) - Iñaki Gastón (1988-1989) - Álvaro Pino (1991) - Ángel Edo (1992-1999) - Laudelino Cubino (1994-1996) - Fernando Escartín (1996-2000) - José Luis Rubiera (1996-2000) - Roberto Heras (1997-2000) - Javier Otxoa (1997-2001) - Óscar Sevilla (1998-2003) | - Ángel Vicioso (1999-2002) - Aitor González (1999-2002) - Ricardo Otxoa (2000-2001) - Constantino Zaballa (2001-2003) - Alejandro Valverde (2002-2004) - Rubén Plaza (2004-06) - Eladio Jiménez (2004-06) - Fabio Parra (1988-1990) - Martín Farfán (1990-1993/ 1995) - Santiago Botero (1997-2002) - Félix Cárdenas (2000-2001) - Hernan Buenahora (1991-1997) |